# چوی هنگ هی
چوی هنگ هی (انگلیسی: Choi Hong-hi; ۹ نوامبر ۱۹۱۸ – ۱۵ ژوئن ۲۰۰۲) تکواندوکار، کاراته‌کا و فرمانده نظامی اهل کره شمالی بود. وی بنیانگذار رشته تکواندو می‌باشد.